# Руснак, Яна
Яна Руснак (укр. Яна Руснак; 11 ноября 1993, Черкассы, Украина) — украинская художница.

## Работы

### 2023
Выставка украинских художников (Uva Gallery, Miami)

### 2022
Возрождение искусства. Динамика и яркость (Dubai, UAE)
Коллективная выставка в Галерее Oblong (Forte dei Marmi,Italy)
From terrible to beautiful (Palm Beach, Miami)
Online charity exhibition "Artists in support of Ukrainian refugees" ( Artsy/ New York)
Solo Exhibition in Kempinski (UAE, Dubai)

### 2021
DISCOVERING THE FEMALE UNIVERSE (UAE)
New Era (UAE)
ADIHEX (UAE)
World Art Dubai (UAE)

### 2019
World Art Dubai (UAE) 

### 2018
Персональная выставка в Вилле Климта (Вена, Австрия)
Выставка совместно с австрийским брендом FREYWILLE в посольстве Австрии в Азербайджане

### 2017
Fontainbleau Miami Beach/ Art Miami (Miami, USA)
Kyiv Photo Week ( Kyiv, Ukraine)
Персональный проект «AURUM” в Одесском Музее Западного и Восточного Искусства ( Одесса, Украина)
Open 20 (Венеция, Италия)

### 2016
Лауреат премии «Выбор журнала Rixos». Премия включала размещение картины Яны Руснак на  обложке журнала Rixos, реализован в 27 странах.
Представила Украину на арт-ярмарке ArtMonaco (Монако)
Сольный проект Art Fusion в галерее SV (Бейрут, Ливан)
FEELINGS: персональная выставка в галерее Jose (Киев, Украина)

## Публикации

### 2017
Журнал «Open20”, Италия;

### 2016
Журнал «Надин», Ливан;
Журнал «Искусство Монако», Монако;
Журнал Rixos (выпущен в 27 странах) 